# Camilo Pessanha
Camilo de Almeida Pessanha (Coïmbra, 7 de setembre de 1867 - Macau, 1 de març de 1926) fou un poeta portugués.
Fou fill il·legítim de Francisco António de Almeida Pessanha, un estudiant de dret pertanyent a l'aristocràcia, i de la seua criada Maria Espíritu Santo Duarte Nunes Pereira (la parella tindria després quatre fills més). Estudià dret a Coïmbra, on va coincidir amb poetes com ara Eugénio de Castro, António Nobre, Alberto de Oliveira i altres, i després d'exercir de procurador reial a Mirandela (1892) i d'advocat a Óbidos, el 1894 es traslladà a Macau, on fou durant tres anys professor de filosofia elemental en liceu de la colònia, fins que, el 1900, va ser nomenat conservador del registre rural de Macau, i després jutge comarcal. Entre el 1894 i el 1915 tornà algunes vegades a Portugal per a rebre tractament mèdic, i en una d'aquestes ocasions fou presentat a Fernando Pessoa, que, com Mário de Sá-Carneiro, apreciava la seua poesia.
Publicà poemes en diverses revistes i diaris, però el seu únic llibre, Clepsidra (1920), fou publicat sense la seua participació (mentre ell es trobava a Macau) per Ana de Castro Osório, a partir d'autògrafs dispersos i retalls de diaris. Gràcies a aquesta iniciativa, els versos de Pessanha se salvaren de l'oblit. Posteriorment, el fill d'Ana de Castro Osório, João de Castro Osório, amplià la Clepsidra original, afegint-hi uns altres poemes trobats. Aquestes edicions es van publicar el 1945, 1954 i 1969. Pel que fa a les seues col·laboracions en premsa, se'n troben a les revistes Ave Azul (1899-1900), Atlantida (1915-1920) i Contemporânea (1915-1926).
Malgrat la brevetat de la seua obra, és considerat com un dels poetes portuguesos més importants, i el màxim exponent del simbolisme en la seua llengua. Per altra part, hom ha assenyalat que Pessanha anticipà alguns principis de les tendències modernistes, ja que «el seu anomenat metaforisme entraria en el mateix paper estètic de l'imatgisme, de l'interseccionisme i del surrealisme, buscant les relacions analògiques entre significant i significat per mitjà del clivatge dinàmic dels dos plans.»
Morí a causa del consum excessiu d'opi, i està enterrat al cementeri de Sant Miquel Arcàngel de Macau.